# Grand Prix automobile de Monaco 2023
GP précédent GP suivant
Le Grand Prix automobile de Monaco 2023 (Formula 1 Grand Prix de Monaco 2023) disputé le 28 mai 2023 sur le circuit de Monaco, est la 1085e épreuve du championnat du monde de Formule 1 courue depuis 1950. Il s'agit de la soixante-neuvième édition du Grand Prix de Monaco comptant pour le championnat du monde de Formule 1 et la septième manche du championnat 2023. Depuis 2022, le Grand Prix se déroule comme les autres, sur trois jours du vendredi au dimanche (auparavant les premiers essais libres se tenaient le jeudi).
Max Verstappen sort vainqueur d'une Q3 haletante, parvenant à battre Fernando Alonso de 84 millièmes de seconde en toute fin de séance. Alors que Charles Leclerc, au volant d'une SF-23 rétive sur les bosses, prend tous les risques pour réaliser le meilleur temps à deux minutes de la fin, il est devancé de 22 millièmes de seconde par Alonso ; l'Espagnol peut, dès lors, croire qu'il va enfin partir en tête onze ans plus tard au moment où le drapeau à damier s'abaisse. Mais Verstappen doit achever sa deuxième tentative ; s'il accuse encore deux dixièmes de seconde de retard à la sortie du deuxième secteur, il parcourt un dernier secteur ahurissant, touchant deux fois le rail, à la piscine et dans la ligne droite en sortant d'Anthony Noghès, pour obtenir sa première pole position à Monaco, sa troisième de la saison et la vingt-troisième de sa carrière. Leclerc, désormais troisième, est ultérieurement pénalisé d'un recul de trois places pour avoir gêné Lando Norris dans le tunnel lors de la tentative du pilote McLaren. En conséquence, Esteban Ocon part troisième sur la deuxième ligne, devant Sainz. Lewis Hamilton et Charles Leclerc sont en troisième ligne, suivis de Pierre Gasly et George Russell ; les huit premiers se tiennent en une demi-seconde. La cinquième ligne est composée de Yuki Tsunoda et Lando Norris. Accidenté à Sainte-Dévote en Q1, Sergio Pérez s'élance dernier.
Rien ne vient perturber la marche triomphale de Verstappen dans les rues de la Principauté : ni un départ en pneus medium qu'il lui faudra gérer durant plus de cinquante tours, ni la pluie dans les vingt-cinq dernières boucles, ni les contacts avec le rail, ni Fernando Alonso son principal rival dans cette course qui termine à vingt-sept secondes en obtenant son meilleur résultat depuis le Grand Prix de Hongrie 2014. Verstappen obtient ainsi sa trente-neuvième victoire, sa quatrième de la saison et sa seconde à Monaco après 2021 ; il devient le pilote Red Bull le plus victorieux. Esteban Ocon résiste aux assauts de Carlos Sainz durant les trente premiers tours puis de Lewis Hamilton sous l'averse pour accompagner les deux champions du monde sur le podium.
Comme souvent à Monaco, la première partie de la course est peu palpitante, les positions des dix premiers n'évoluant guère même si Sainz tente, à plusieurs reprises, de ravir la troisième place à Ocon. La situation change drastiquement à partir du cinquantième tour, quand quelques gouttes commencent à tomber entre la descente du Portier et l'entrée du tunnel. Alonso s'arrête au cinquante-quatrième tour mais reste en pneus lisses, chaussant les medium tandis qu'au même moment, les pilotes Mercedes et Ocon optent pour des pneus intermédiaires. Une boucle plus tard, alors que l'averse redouble, Verstappen chausse à son tour des pneus sculptés sans perdre les commandes de la course : en effet, Alonso est contraint de faire de même. Alors que les trois premiers conservent leurs positions, Hamilton et Russell ont dépassé les Ferrari dans l'opération. Verstappen roule sans souci vers la première place d'une course menée de bout en bout, Alonso termine deuxième, en solitaire, et Ocon résiste jusqu'au bout à Hamilton qui précède son coéquipier Russell. Leclerc se classe sixième devant Gasly qui devance Sainz victime d'une stratégie hasardeuse. Les pilotes McLaren, Lando Norris et Oscar Piastri profitent de leurs bonnes qualifications pour prendre les derniers points en jeu.
Au classement du championnat, l'avance de Verstappen (144 points) sur son coéquipier Pérez (qui n'a pas marqué et en reste à 105 points) est désormais de 39 unités, alors qu'Alonso (92 points) se rapproche du Mexicain. Quatrième, Hamilton (69 points) devance Russell (50 points), Sainz (48 points) et Leclerc (42 points). Stroll (27 points) est suivi par Ocon (21 points) qui bondit au neuvième rang devant son coéquipier Gasly (14 points). Chez les constructeurs Red Bull Racing, toujours invaincu, totalise 249 points, loin devant Aston Martin (120 points), désormais talonné par Mercedes (119 points). Ferrari reste quatrième (90 points) alors qu'Alpine (35 points) se détache de McLaren (17 points) ; suivent Haas (8 points), Alfa Romeo (6 points), AlphaTauri (2 points) et Williams (1 point).

## Pneus disponibles
| Pneus pour piste sèche | Pneus pour piste sèche | Pneus pour piste sèche | Pneus pluie    | Pneus pluie |
| ---------------------- | ---------------------- | ---------------------- | -------------- | ----------- |
| Durs (Type C3)         | Medium (Type C4)       | Tendres (Type C5)      | Intermédiaires | Pluie       |

## Essais libres

### Première séance, le vendredi de 13 h 30 à 14 h 30
| Pos. | Pilote           | Voiture               | Chrono         | Écart     |
| ---- | ---------------- | --------------------- | -------------- | --------- |
| 1    | Carlos Sainz Jr. | Ferrari               | 1 min 13 s 372 |           |
| 2    | Fernando Alonso  | Aston Martin-Mercedes | 1 min 13 s 710 | + 0 s 338 |
| 3    | Lewis Hamilton   | Mercedes              | 1 min 14 s 035 | + 0 s 663 |
| 4    | Sergio Pérez     | Red Bull-Honda RBPT   | 1 min 14 s 038 | + 0 s 666 |
| 5    | Charles Leclerc  | Ferrari               | 1 min 14 s 093 | + 0 s 721 |
| 6    | Max Verstappen   | Red Bull-Honda RBPT   | 1 min 14 s 244 | + 0 s 872 |

- La séance est temporairement stoppée après un tête-à-queue de Nico Hülkenberg à la chicane du port, causé par un contact avec le rail intérieur, puis définitivement interrompue à 3 minutes 34 s du terme à la suite d'un accident d'Alexander Albon à Sainte-Dévote[4].

### Deuxième séance, le vendredi de 17 h à 18 h
| Pos. | Pilote           | Voiture               | Chrono         | Écart     |
| ---- | ---------------- | --------------------- | -------------- | --------- |
| 1    | Max Verstappen   | Red Bull-Honda RBPT   | 1 min 12 s 462 |           |
| 2    | Charles Leclerc  | Ferrari               | 1 min 12 s 527 | + 0 s 065 |
| 3    | Carlos Sainz Jr. | Ferrari               | 1 min 12 s 569 | + 0 s 107 |
| 4    | Fernando Alonso  | Aston Martin-Mercedes | 1 min 12 s 682 | + 0 s 220 |
| 5    | Lando Norris     | McLaren-Mercedes      | 1 min 12 s 906 | + 0 s 444 |
| 6    | Lewis Hamilton   | Mercedes              | 1 min 12 s 960 | + 0 s 498 |

- La séance est temporairement interrompue à un quart d'heure de la fin après une sortie de piste de Carlos Sainz Jr. qui a touché le rail à l'intérieur du troisième virage des esses de la piscine et percuté le rail extérieur du quatrième virage[6].

### Troisième séance, le samedi de 12 h 30 à 13 h 30
| Pos. | Pilote           | Voiture               | Chrono         | Écart     |
| ---- | ---------------- | --------------------- | -------------- | --------- |
| 1    | Max Verstappen   | Red Bull-Honda RBPT   | 1 min 12 s 776 |           |
| 2    | Sergio Pérez     | Red Bull-Honda RBPT   | 1 min 12 s 849 | + 0 s 073 |
| 3    | Lance Stroll     | Aston Martin-Mercedes | 1 min 12 s 942 | + 0 s 166 |
| 4    | Carlos Sainz Jr. | Ferrari               | 1 min 13 s 261 | + 0 s 485 |
| 5    | Lando Norris     | McLaren-Mercedes      | 1 min 13 s 396 | + 0 s 620 |
| 6    | Pierre Gasly     | Alpine-Renault        | 1 min 13 s 453 | + 0 s 677 |

- Un "tout droit" de Kevin Magnussen entraîne une longue période de neutralisation au drapeau jaune, le pilote Haas devant effectuer une marche arrière pour se dégager ; quelques virages plus tard, il doit abandonner sa monoplace à l'entrée du virage du portier, provoquant une neutralisation via la voiture de sécurité virtuelle. La séance ne retourne jamais sous drapeau vert puisque Lewis Hamilton heurte le rail à Mirabeau, ce qui conduit à un drapeau rouge définitif[8].

## Séance de qualifications

### Résultats des qualifications
| Pos.                                                                                      | Pilote           | Écurie                | Qualifications 1 | Qualifications 2 | Qualifications 3 |
| ----------------------------------------------------------------------------------------- | ---------------- | --------------------- | ---------------- | ---------------- | ---------------- |
| 1                                                                                         | Max Verstappen   | Red Bull-Honda RBPT   | 1 min 12 s 386   | 1 min 11 s 908   | 1 min 11 s 365   |
| 2                                                                                         | Fernando Alonso  | Aston Martin-Mercedes | 1 min 12 s 886   | 1 min 12 s 107   | 1 min 11 s 449   |
| 3                                                                                         | Charles Leclerc  | Ferrari               | 1 min 12 s 912   | 1 min 12 s 103   | 1 min 11 s 471   |
| 4                                                                                         | Esteban Ocon     | Alpine-Renault        | 1 min 12 s 967   | 1 min 12 s 248   | 1 min 11 s 553   |
| 5                                                                                         | Carlos Sainz Jr. | Ferrari               | 1 min 12 s 717   | 1 min 12 s 210   | 1 min 11 s 630   |
| 6                                                                                         | Lewis Hamilton   | Mercedes              | 1 min 12 s 872   | 1 min 12 s 156   | 1 min 11 s 725   |
| 7                                                                                         | Pierre Gasly     | Alpine-Renault        | 1 min 13 s 033   | 1 min 12 s 169   | 1 min 11 s 933   |
| 8                                                                                         | George Russell   | Mercedes              | 1 min 12 s 769   | 1 min 12 s 151   | 1 min 11 s 964   |
| 9                                                                                         | Yuki Tsunoda     | AlphaTauri-Honda RBPT | 1 min 12 s 642   | 1 min 12 s 249   | 1 min 12 s 082   |
| 10                                                                                        | Lando Norris     | McLaren-Mercedes      | 1 min 12 s 877   | 1 min 12 s 377   | 1 min 12 s 254   |
| 11                                                                                        | Oscar Piastri    | McLaren-Mercedes      | 1 min 13 s 006   | 1 min 12 s 395   |                  |
| 12                                                                                        | Nyck de Vries    | AlphaTauri-Honda RBPT | 1 min 13 s 054   | 1 min 12 s 428   |                  |
| 13                                                                                        | Alexander Albon  | Williams-Mercedes     | 1 min 12 s 706   | 1 min 12 s 527   |                  |
| 14                                                                                        | Lance Stroll     | Aston Martin-Mercedes | 1 min 12 s 722   | 1 min 12 s 623   |                  |
| 15                                                                                        | Valtteri Bottas  | Alfa Romeo-Ferrari    | 1 min 13 s 038   | 1 min 12 s 625   |                  |
| 16                                                                                        | Logan Sargeant   | Williams-Mercedes     | 1 min 13 s 113   |                  |                  |
| 17                                                                                        | Kevin Magnussen  | Haas-Ferrari          | 1 min 13 s 270   |                  |                  |
| 18                                                                                        | Nico Hülkenberg  | Haas-Ferrari          | 1 min 13 s 279   |                  |                  |
| 19                                                                                        | Zhou Guanyu      | Alfa Romeo-Ferrari    | 1 min 13 s 523   |                  |                  |
| 20                                                                                        | Sergio Pérez     | Red Bull-Honda RBPT   | 1 min 13 s 850   |                  |                  |
| Temps minimal à réaliser pour la qualification : 1 min 17 s 453 (107 % de 1 min 12 s 386) |                  |                       |                  |                  |                  |

### Grille de départ
- Charles Leclerc, auteur du troisième temps, est pénalisé d'un recul de trois places sur la grille pour avoir gêné Lando Norris dans le tunnel lors de la dernière phase qualificative ; il s'élance sixième[10].

## Course

### Classement de la course
| Pos. | no | Pilote           | Écurie                | Tours | Temps/Abandon                      | Grille | Points |
| ---- | -- | ---------------- | --------------------- | ----- | ---------------------------------- | ------ | ------ |
| 1    | 1  | Max Verstappen   | Red Bull-Honda RBPT   | 78    | 1 h 48 min 51 s 980 (143,453 km/h) | 1      | 25     |
| 2    | 14 | Fernando Alonso  | Aston Martin-Mercedes | 78    | + 27 s 921                         | 2      | 18     |
| 3    | 31 | Esteban Ocon     | Alpine-Renault        | 78    | + 36 s 990                         | 3      | 15     |
| 4    | 44 | Lewis Hamilton   | Mercedes              | 78    | + 39 s 062                         | 5      | 12 + 1 |
| 5    | 63 | George Russell   | Mercedes              | 78    | + 56 s 284 (dont 5 s de pénalité)  | 8      | 10     |
| 6    | 16 | Charles Leclerc  | Ferrari               | 78    | + 1 min 01 s 890                   | 6      | 8      |
| 7    | 10 | Pierre Gasly     | Alpine-Renault        | 78    | + 1 min 02 s 362                   | 7      | 6      |
| 8    | 55 | Carlos Sainz Jr. | Ferrari               | 78    | + 1 min 03 s 391                   | 4      | 4      |
| 9    | 4  | Lando Norris     | McLaren-Mercedes      | 77    | + 1 tour                           | 10     | 2      |
| 10   | 81 | Oscar Piastri    | McLaren-Mercedes      | 77    | + 1 tour                           | 11     | 1      |
| 11   | 77 | Valtteri Bottas  | Alfa Romeo-Ferrari    | 77    | + 1 tour                           | 15     |        |
| 12   | 21 | Nyck de Vries    | AlphaTauri-Honda RBPT | 77    | + 1 tour                           | 12     |        |
| 13   | 24 | Zhou Guanyu      | Alfa Romeo-Ferrari    | 77    | + 1 tour                           | 19     |        |
| 14   | 23 | Alexander Albon  | Williams-Mercedes     | 77    | + 1 tour                           | 13     |        |
| 15   | 22 | Yuki Tsunoda     | AlphaTauri-Honda RBPT | 77    | + 1 tour                           | 9      |        |
| 16   | 11 | Sergio Pérez     | Red Bull-Honda RBPT   | 76    | + 2 tours                          | 20     |        |
| 17   | 27 | Nico Hülkenberg  | Haas-Ferrari          | 76    | + 2 tours (dont 10 s de pénalité)  | 18     |        |
| 18   | 2  | Logan Sargeant   | Williams-Mercedes     | 76    | + 2 tours (dont 5 s de pénalité)   | 16     |        |
| 19   | 20 | Kevin Magnussen  | Haas-Ferrari          | 70    | Abandon                            | 17     |        |
| Abd. | 18 | Lance Stroll     | Aston Martin-Mercedes | 53    | Accident                           | 14     |        |

### Pole position et record du tour
- Pole position :  Max Verstappen (Red Bull-Honda RBPT) en 1 min 11 s 365 (168,335 km/h)[12].
- Meilleur tour en course :  Lewis Hamilton (Mercedes) : en 1 min 15 s 560 (158,800 km/h) au trente-troisième tour ; quatrième de la course, il remporte le point bonus associé au meilleur tour[13].

### Tours en tête
- Max Verstappen (Red Bull-Honda RBPT) : 78 tours (1-78)[14]

## Classements généraux à l'issue de la course
| Pos. | Pilote           | Écurie                | Points |
| ---- | ---------------- | --------------------- | ------ |
| 1    | Max Verstappen   | Red Bull-Honda RBPT   | 144    |
| 2    | Sergio Pérez     | Red Bull-Honda RBPT   | 105    |
| 3    | Fernando Alonso  | Aston Martin-Mercedes | 93     |
| 4    | Lewis Hamilton   | Mercedes              | 69     |
| 5    | George Russell   | Mercedes              | 50     |
| 6    | Carlos Sainz Jr. | Ferrari               | 48     |
| 7    | Charles Leclerc  | Ferrari               | 42     |
| 8    | Lance Stroll     | Aston Martin-Mercedes | 27     |
| 9    | Esteban Ocon     | Alpine-Renault        | 21     |
| 10   | Pierre Gasly     | Alpine-Renault        | 14     |
| 11   | Lando Norris     | McLaren-Mercedes      | 12     |
| 12   | Nico Hülkenberg  | Haas-Ferrari          | 6      |
| 13   | Oscar Piastri    | McLaren-Mercedes      | 5      |
| 14   | Valtteri Bottas  | Alfa Romeo-Ferrari    | 4      |
| 15   | Zhou Guanyu      | Alfa Romeo-Ferrari    | 2      |
| 16   | Kevin Magnussen  | Haas-Ferrari          | 2      |
| 17   | Yuki Tsunoda     | AlphaTauri-Honda RBPT | 2      |
| 18   | Alexander Albon  | Williams-Mercedes     | 1      |

| Pos. | Écurie                | Points |
| ---- | --------------------- | ------ |
| 1    | Red Bull-Honda RBPT   | 249    |
| 2    | Aston Martin-Mercedes | 120    |
| 3    | Mercedes              | 119    |
| 4    | Ferrari               | 90     |
| 5    | Alpine-Renault        | 35     |
| 6    | McLaren-Mercedes      | 17     |
| 7    | Haas-Ferrari          | 8      |
| 8    | Alfa Romeo-Ferrari    | 6      |
| 9    | AlphaTauri-Honda RBPT | 2      |
| 10   | Williams-Mercedes     | 1      |

## Statistiques
Le Grand Prix de Monaco 2023 représente :
- la 23e pole position de Max Verstappen, sa troisième de la saison et sa première à Monaco[17] ;
- la 39e victoire de Max Verstappen, sa quatrième de la saison[18] ;
- la 98e victoire de Red Bull, la sixième en six épreuves disputées[19] ;
- la 6e victoire de Honda RBPT en tant que motoriste, invaincu à ce point de la saison[20] ;

Au cours de ce Grand Prix :
- Max Verstappen devient le pilote le plus victorieux avec Red Bull Racing (39 succès)[21] ;
- Max Verstappen mène une course de bout en bout pour la huitième fois de sa carrière[22] ;
- Max Verstappen devient le troisième pilote ayant marqué le plus de points en Formule 1 ; avec 2 155,5 points, il devance désormais Fernando Alonso (2 154 points)[23] ;
- avec une seizième année en ayant obtenu au moins un tour meilleur tour en course, Lewis Hamilton égale le record de Michael Schumacher[24] ;
- Fernando Alonso, dont la dernière victoire remonte au Grand Prix d'Espagne 2013 sur Ferrari, n'avait plus terminé à la deuxième place depuis le 27 juillet 2014 sur le Hungaroring[25] ;
- Esteban Ocon est élu « pilote du jour » à l'issue d'un vote organisé sur le site officiel de la Formule 1[26] ;
- Danny Sullivan (15 Grands Prix chez Tyrrell Racing en 1983, 2 points, vainqueur des 500 miles d'Indianapolis 1985 et champion CART en 1988) a été nommé conseiller par la FIA pour aider le groupe des commissaires de course dans leurs jugements[27].